# Cataloipus brunneri
Cataloipus brunneri är en insektsart som först beskrevs av Kirby, W.F. 1910.  Cataloipus brunneri ingår i släktet Cataloipus och familjen gräshoppor. Inga underarter finns listade i Catalogue of Life.